# Théodémocratie
La théodémocratie  (de Θεός  - "Dieu", δῆμος  - "peuple" et κράτος  - "pouvoir") est un régime politique théorique fondé sur la reconnaissance de Dieu comme souverain suprême tout en conservant, dans une plus ou moins grande mesure, les attributs d'un système démocratique.

## Doctrine mormone de la théodémocratie
Le terme « théodémocratie » apparaît dans la littérature occidentale en 1844 , lorsque le fondateur du mormonisme, Joseph Smith, l'introduit peu avant son assassinat lors de la campagne électorale présidentielle, mais les principes de la théodémocratie ont été formulés avant cela. La doctrine du mormonisme primitif combinait une déclaration de dévotion à Dieu dans toutes les affaires quotidiennes avec une forte croyance dans le républicanisme. Les mormons croyaient que ces deux éléments non seulement ne s'excluent pas mutuellement, mais, au contraire, sont inextricablement liés, ne peuvent pas exister pleinement l'un sans l'autre, et que seuls ensemble sont la clé d'un système organique de pouvoir. Selon Smith, le gouvernement idéal est exercé simultanément par deux souverains - Dieu et le peuple, tandis que la violence contre l'individu par l'État est pratiquement exclue, puisque la base du pouvoir du gouvernement est la "justice", et non la coercition.
Le système théodémocratique devait être basé sur des principes existant dans la Constitution américaine et tenir pour sacrées la volonté du peuple et les droits individuels. En effet, les États-Unis et la Constitution en particulier étaient vénérés par Smith et ses partisans.
Cependant, dans un système théodémocratique, Dieu devait être le pouvoir ultime et donnerait la loi au peuple, qui serait libre d'accepter ou de rejeter, vraisemblablement sur la base des principes républicains. Quelque peu analogue à un système fédéral au sein d'une théodémocratie, la souveraineté résiderait conjointement avec le peuple avec Dieu. Certaines tensions naturelles existent toujours dans le cadre, telles que la façon dont les humains pourraient résister aux lois d'un Dieu omniscient ou les mettre en œuvre à des degrés divers ou comment les citoyenspeuvent s'assurer que leurs déclarations de principe représentent la sagesse de Dieu et non des interprétations humaines, etc...Mais des tensions de cette importance existent dans tous les autres systèmes de gouvernement. Christ serait le "roi des rois" et le "seigneur des seigneurs", mais ne résiderait que par intermittence sur Terre, et le gouvernement serait largement laissé entre les mains des hommes mortels, pour se gouverner selon ses enseignements.
Après la mort de Smith, la doctrine de la théodémocratie a été repensée par ses successeurs. Les troisième et quatrième présidents de l'Église des Saints des Derniers Jours , John Taylor et Wilford Woodruff se sont écartés du principe de parité de souveraineté entre Dieu et le peuple et ont postulé que dans une société théo-démocratique, Dieu a une voix décisive, tandis que le peuple ne fait que traduire sa volonté dans la réalité. Ces changements d'idéologie signifiaient que le concept mormon de théodémocratie était critiqué presque dès le début en raison de son traitement ambigu des non-croyants. Puisqu'il était supposé que l'accomplissement de la volonté de Dieu serait la prérogative des croyants, les critiques ont souligné que dans le cas d'un nombre suffisamment important d'adhérents d'autres religions parmi la population, la théodémocratie dégénère en une théocratie ordinaire, marginalisant les "infidèles" et supprimer le mécontentement. Malgré cela, il n'y a pas eu de transition ouverte de la théodémocratie à la théocratie ordinaire dans les communautés mormones, et au XXe siècle, les slogans sur le royaume de Dieu sur terre sont devenus moins publics.